# 潘良
潘良（1956年9月—），男，汉族，江苏南京人，中华人民共和国政治人物，曾任国有重点大型企业监事会主席。